# Ernst Sutter AG
Die Ernst Sutter AG mit Sitz in Gossau ist ein international tätiger Schweizer Lebensmittelhersteller.
Das zur Fenaco-Gruppe gehörende Unternehmen produziert und vertreibt Frischfleisch und Fleischwaren für Metzgereien, den Detail- und den Grosshandel sowie für den Export. An den fünf Standorten in Gossau, St. Gallen, Bazenheid, Langnau und Geuensee produziert das Unternehmen Fleisch sowie Fleischwaren und Schweizer Fleischspezialitäten, die unter verschiedenen Labels vertrieben werden. Darüber hinaus verfügt die Ernst Sutter AG über zwei Logistikplattformen sowie über 75 Kühlfahrzeuge, mit denen der gesamte Schweizer Markt beliefert wird.
Die Ernst Sutter AG beschäftigt rund 1000 Mitarbeitende und erwirtschaftete 2024 einen Umsatz von rund 611 Millionen Schweizer Franken.

## Geschichte
Die Ernst Sutter AG wurde 1964 im ausserrhodischen Teufen als Familienunternehmen gegründet. Ihre Wurzeln gehen jedoch auf die 1909 von Otto und Frieda Sutter dort übernommene Dorfmetzgerei «Zum Ochsen» zurück. 1935 ging der Betrieb an deren Sohn Ernst Otto Sutter und seine Ehefrau über. Während zuvor 90 Prozent des Umsatzes über den Ladentisch erzielt wurde, begann Ernst Otto Sutter das Fleisch vermehrt auszuliefern. Unter seiner Leitung wurden die alten Metzgereiräumlichkeiten durch einen Neubau mit Laden, Kühlräumen, Wursterei, Räucherei und Schlachthaus ersetzt sowie 1964 die Ernst Sutter AG mit Sitz in Teufen gegründet. Kurz darauf übernahm Ernst Otto Sutters Sohn, Ernst Sutter, zusammen mit seiner Ehefrau die Unternehmensleitung.
1975 wurde die Ernst Sutter AG mit Sitz in Gossau im Kanton St. Gallen gegründet. 1976 zog das Unternehmen aus Platzgründen in das nahe gelegene Gossau und bezog dort seinen neuen Fabrikationsbetrieb, der in den 1980er Jahren weiter ausgebaut wurde. In dieser Zeit erwarb die Ernst Sutter AG die Metzgerei Gemperli AG und führte neben ihrer eigenen Marke "Suttero" die Marke "Gemperli" weiter. 1989 wurde die Conservenfabrik St. Gallen AG von Hero übernommen. Anfang der 1990er Jahre eröffnete das Unternehmen in Rothrist, Lausanne und im Tessin je ein Logistikzentrum.
2003 wurde die Ernst Sutter AG von der zur Fenaco gehörenden Carnavi-Holding, in der die bisherigen Fleischaktivitäten von Fenaco zusammengefasst waren, übernommen. Im Zuge einer Vereinfachung der Unternehmensstruktur wurden auf Anfang 2008 die sechs Gesellschaften (darunter die Reber AG in Langnau) sowie die Konzernmutter Carnavi-Holding zur Ernst Sutter AG fusioniert.
Mit Stand 2013 war die Ernst Sutter AG mit 19 Prozent an der Centravo beteiligt.
2020 wurde der Fabrikladen in Gossau geschlossen und mit einem Neubau in St. Gallen ersetzt. Wie das Unternehmen 2021 bekannt gab, wurde der Schlachtbetrieb in Langnau im ersten Quartal 2023 geschlossen. Der Standort werde sich auf die Verarbeitung spezialisieren. Die Mitarbeiter sind bei einem Vermittler angestellt und nicht direkt bei der Ernst Sutter AG.